# 永本壹桂
永本 壹柱（ながもと いつちゆう 1949年 - ）は、日本の実業家。

## 概要
朝鮮大学校出身。
1980年代に大阪で不動産業を営む。朝銀信用組合から融資を受けて地上げを行う。この会社は1999年に銀行取引停止。
神商という自由に動かせる大金を持つ会社のオーナーで、メディアリンクス、ルーデン・ホールディングス、田崎真珠、トランスデジタル、西田晴夫などに提供してきた。
2009年に東京代官山で開かれた朝青龍の誕生日パーティーを主催。有名な芸能人やプロ野球選手や力士や実業家が揃っていた。ここで都内の高級ホテルを定宿にして高級外車で移動する生活を自慢げに話していた。
2012年2月20日、警視庁は永本壹桂の逮捕状を取る。3月10日に逮捕。逮捕容疑は井上工業が架空増資する時に貸金業者の登録が無いのに貸し付けた貸金業法違反。
安倍晋三の地元の有力な後援者と親しく、この縁で安倍晋三とマイク・ハッカビーを紹介され、安倍晋三の事務所に訪れて安倍晋三と会い3人で写真を撮ったことがある。